# Anthurium subsignatum
Anthurium subsignatum är en kallaväxtart som beskrevs av Heinrich Wilhelm Schott. Anthurium subsignatum ingår i släktet Anthurium och familjen kallaväxter. Inga underarter finns listade.